# Grattacieli di Brescia

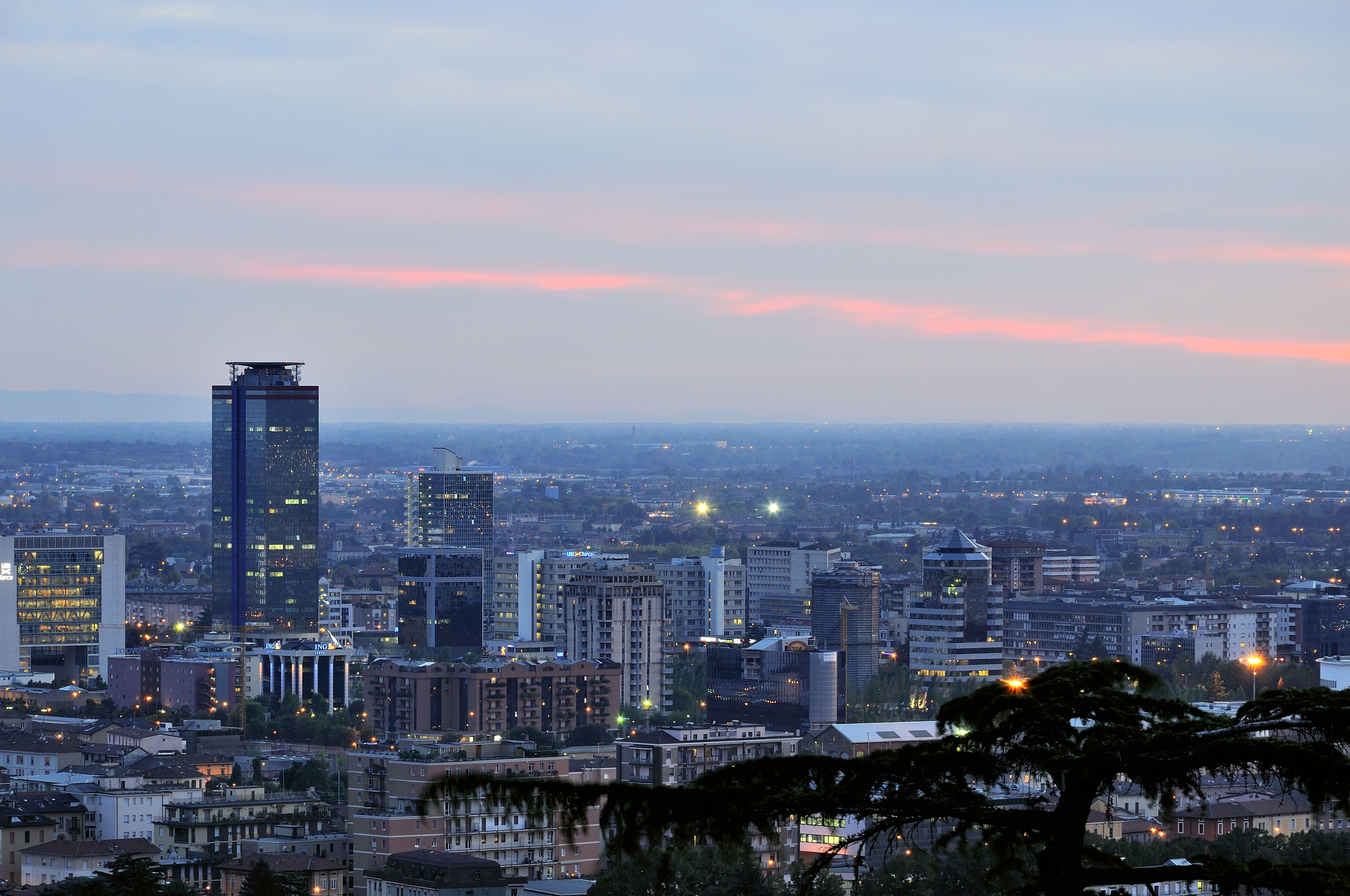
Il Centro direzionale di Brescia visto dal Monte Maddalena.

I grattacieli di Brescia sono gli edifici a torre costruiti in diversi decenni nella città di Brescia, similmente a quanto realizzato, seppur in scala più ridotta, a Milano.

## Storia
A Brescia, nel 1932, sorse il primo grattacielo in cemento armato d'Italia: il Torrione INA. La struttura, alta 57 metri e disposta su 13 piani, è situata nella Piazza della Vittoria, inaugurata nello stesso anno.

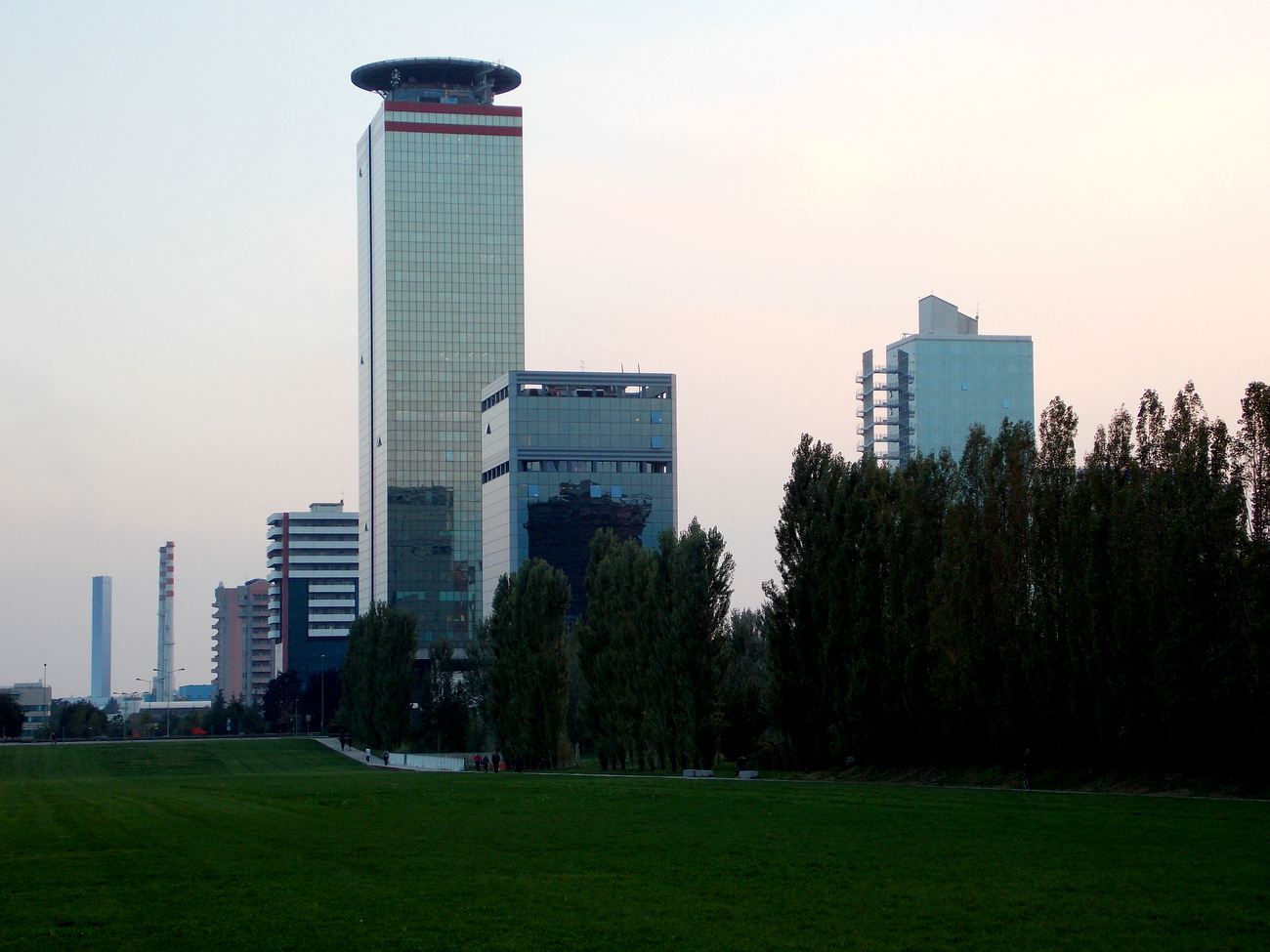
Il Crystal Palace visto dal Parco Tarello.

La maggior parte dei grattacieli della città si trovano a Brescia Due, un'area sorta negli anni 1960 all'interno del quartiere Lamarmora.
Il primo grattacielo edificato nell'area fu il Crystal Palace, costruito nel 1990 da Bruno Fedrigolli, consta di trenta piani ed è l'unico edificio della città che supera i cento metri annoverandosi fra i grattacieli più alti d'Italia. Secondo i progetti iniziali, doveva superare di circa sei metri il Grattacielo Pirelli, allora il grattacielo più alto d'Italia.
Col tempo vi si affiancarono altri edifici, quali la Torre Cap, costruita nel 1993, alta ottantadue metri con ventidue piani, quello del Banco di Roma alto trentasette metri e altri edifici sia residenziali, come le Torri Millennium, sia adibiti a uffici come il Symbol, chiamato "matitone".
L'intero quartiere presenta edifici moderni, come la nuova sede di Equitalia e la sede del gruppo bancario UBI.
In via Dalmazia sono state costruite tre torri nell'area denominata appunto Centro direzionale Tre Torri, alte settantacinque metri.
Nel 2013 è stato completato lo Skyline 18, un edificio residenziale di ottanta metri.
Tutti questi edifici conferiscono a Brescia il settimo posto in Italia per numero di grattacieli ed è una delle nove città ad avere un edificio superiore ai cento metri.

## Elenco dei grattacieli
| Pos. | Nome                                   | Altezza al tetto/Guglia (m) | Piani | Costruzione | Stato      |
| ---- | -------------------------------------- | --------------------------- | ----- | ----------- | ---------- |
| 1    | Crystal Palace                         | 110                         | 27    | 1988-1990   | Completato |
| 2    | Torre Mercurio                         | 82                          | 22    | 1991-1993   | Completato |
| 3    | Skyline 18                             | 80                          | 20    | 2010-2013   | Completato |
| 4    | Torre I Centro direzionale Tre torri   | 75                          | 18    | 2004-2009   | Completato |
| 4    | Torre II Centro direzionale Tre torri  | 75                          | 18    | 2004-2009   | Completato |
| 4    | Torre III Centro direzionale Tre torri | 75                          | 18    | 2004-2009   | Completato |
| 5    | Complesso Futura                       | 70                          | 14    | 2007-2010   | Completato |
| 6    | 28 Duca d'Aosta                        | 60                          | 14    | 2005-2011   | Completato |
| 7    | Torrione INA                           | 57                          | 13    | 1930-1932   | Completato |
| 7    | Torre Kennedy                          | 57                          | 12    | 1999-2002   | Completato |
| 8    | Torre Giardino                         | 50                          | 14    |             | Completato |
| 8    | UBI Palace                             | 50                          | 12    | 1996-2004   | Completato |
| 8    | Torre Ambrosiana                       | 50                          | 15    |             | Completato |
| 8    | Torre Millennium                       | 50                          | 15    |             | Completato |
| 9    | Torre Oberdan                          | 46                          | 11    | ?-2006      | Completato |
| 10   | Symbol Palace                          | 45                          | 10    | ?-1991      | Completato |
| ?    | Palazzo Diamante                       | ?                           | 13    | ?-1999      | Completato |

## Progetti
Nelle vicinanze dello Skyline 18 è in costruzione il Comparto Milano che include due torri, la 11 e la 15, alte rispettivamente circa cento metri e settanta metri.
Sempre nell'anno 2013, fu abbandonato definitivamente il progetto che prevedeva la realizzazione del palazzo comunale in via Dalmazia.
Restando in via Dalmazia, nella zona dei magazzini generali, avrebbe dovuto sorgere la EB tower, come sede dell'Editoriale Bresciana (di cui fanno parte Giornale di Brescia, Brescia On line e Teletutto). Il progetto, firmato dall'architetto americano Daniel Libeskind, fu accantonato per mancanza di fondi.